# Jagdschloss Rühler Häuschen
Das Jagdschloss Rühler Häuschen war ein Schloss in der Umgebung der Stadt Ruhla und befand sich am Rennsteig südlich der Schlauchentalswiese.

## Geschichte
Ein von Herzog Wilhelm Heinrich von Sachsen-Eisenach und seinen Vorgängern intensiv genutzter Jagdbezirk am Rennsteig lag beim Forstort „Am Creuzberg“ nahe der Schlauchentalswiese.
Die dort bereits bestehende Köhler- und Waldarbeitersiedlung musste 1670 aufgegeben werden, da der damalige Landesherr Johann Georg I. die nahe einer Quelle gelegene Wiese für den Bau einer Blockhütte und mehrerer Nutzbauten benötigte, um dort seine Hofjagden veranstalten zu können. Schon um 1700 waren die Gebäude stark reparaturbedürftig, 1708 fand eine teilweise Erneuerung der Hauptgebäude statt, sie dienten noch weitere 30 Jahre als Jagdhaus.
Nach dem Tod Wilhelm Heinrichs plante dessen Nachfolger, Herzog Ernst August, am gleichen Ort den Bau des Jagdschlosses Rühler Häuschen. Die 1745 vollendeten Fachwerkgebäude blieben nur eine Episode, denn Ernst August wollte nun in der Gegend ein Lustschloss haben und beauftragte seine Hofbaumeister mit der Erarbeitung entsprechender Pläne. Das mit einem kleinen Park versehene Schlösschen wurde 1748 fertiggestellt, war aber durch den zeitnahen Tod des Herzogs nur selten in Gebrauch.

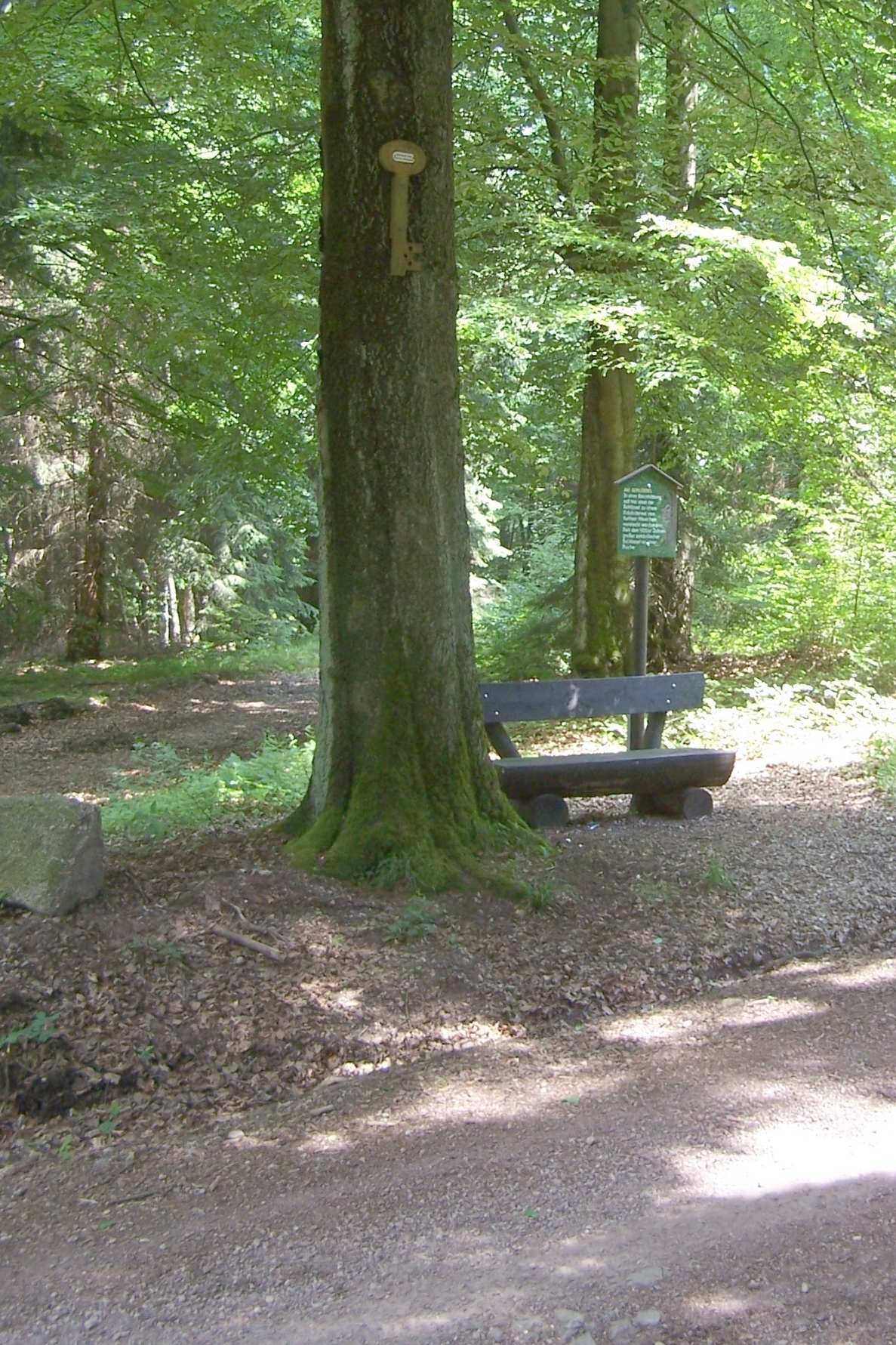
An einer alten Buche am Rennsteig erinnert der „Schlüssel vom Rühler Häuschen“ an das einstige Jagdhaus und Lustschloss.

Die herzogliche Jagd- und Forstverwaltung hatte die Aufsicht über den Bau und veranlasste vorausschauend den Abtransport aller Möbel und wertvollen Ausstattungsstücke, um Plünderungen an dem abgelegenen Gebäude zuvorzukommen. Man verpachtete die Hauptgebäude an einen Ruhlaer Förster. Schon fünf Jahre nach Fertigstellung hatten Stürme und Frost den Gebäuden stark zugesetzt, ein 1753 angefertigter Bericht belegt bereits Fäulnisstellen im Gebälk. Eine dringend erforderliche Hauptreparatur wurde auf 1000 Taler taxiert. Der Ausbruch des Siebenjährigen Krieges verhinderte weitere Bauarbeiten, der noch von einem Forstläufer Röhm bewohnte Ort wurde nach Kriegsende notdürftig instand gesetzt. Die herzogliche Forstverwaltung bat in dieser Angelegenheit 1770 die regierende Herzogin Anna Amalia vergeblich um Mittel, die Schlossanlage wieder bewohnbar zu machen. In der Folge wurde das Schloss dem weiteren Verfall preisgegeben und soll schon Anfang des 19. Jahrhunderts wüst geworden sein.
Die Stelle wurde zufällig bei Straßenbauarbeiten 1869 wiederentdeckt. Die Ruhlaer übertrugen den Namen „Ruhlaer Häuschen“ auf eine in der Nähe befindliche Wegekreuzung am Rennsteig. Der dort befindliche Obelisk markiert den Beginn des Sallmannshäuser Rennsteigs. Einige Schritte in nördlicher Richtung folgt eine Baumreihe am Rennsteig, an der sich ein in vier Meter Höhe angebrachter symbolischer Schlüssel zeigt. Dieser Schlüssel zum Ruhlaer Häuschen wurde von Ruhlaer Wintersportlern gestiftet, die damit einer alten Überlieferung Glauben verschaffen wollten, mit dem Schlüssel könne man sich Zutritt zu den Reichtümern des verborgenen Schlosses am Rennsteig verschaffen.